# Wake Shield Facility

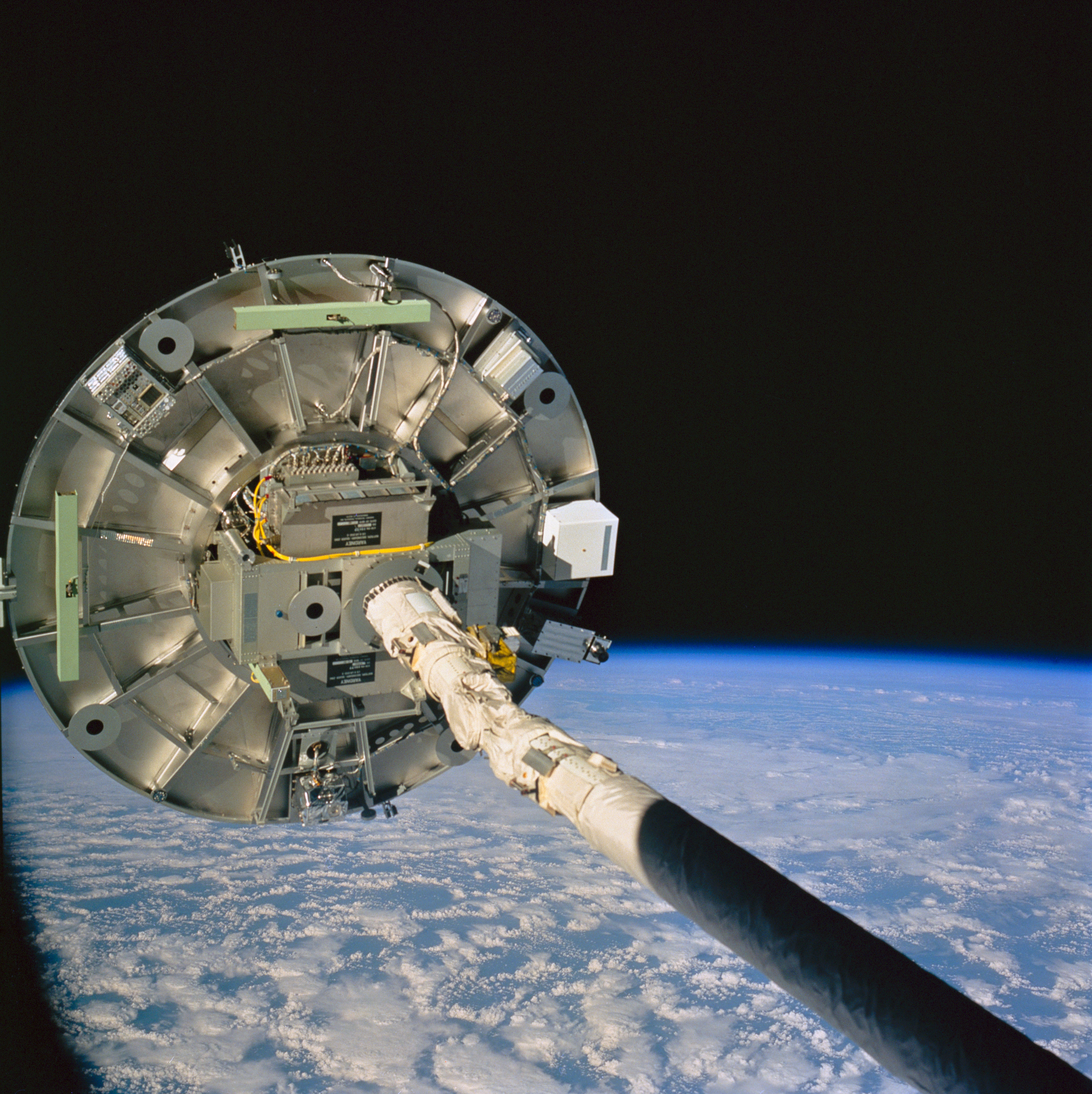
WSF na ponta do braço robótico do ônibus espacial..

Wake Shield Facility é uma plataforma científica experimental colocada em órbita terrestre baixa pelo ônibus espacial. Com 3,7 metros de diâmetro e 1370 kg,  é um disco de aço que voa em volta da Terra no rastro do ônibus espacial e depois é recolhido.
Colocado em órbita nas missões STS-60, STS-69 e STS-80 numa altitude orbital de 300 km, dentro da termosfera, onde a atmosfera é extremamente tênue, o WSF cria um vácuo em seu rastro, redirecionando partículas atmosféricas para ambos os lados do disco. O vácuo daí resultante é usado para estudar o crescimento de filmes, criando ‘bolachas’ para chips de computadores.